# Brendan Behan
Brendan Behan (Dublín, 9 de febrero de 1923-Dublín, 20 de marzo de 1964) fue un dramaturgo, poeta y escritor irlandés, que escribió en inglés e irlandés. Su niñez trascurrió en las familias más pobres de Dublín. Fue un militante activo del IRA, por lo cual fue encarcelado ocho años.

## Biografía
Brendan nació en el centro de Dublín el 9 de febrero de 1923 en el seno de una familia de clase obrera, culta y republicana. La vida de los Behan se movió entre la cultura y la militancia política. Su padre Stephen luchó en la guerra de independencia y su madre Kathleen era amiga personal de Michael Collins. Ambos les leían a sus hijos literatura clásica por las noches. Su tío Peadar Kearney fue el autor de la letra de ‘la Canción del Soldado’ (Soldier’s Song / Amhrán na bhFiann), el himno nacional irlandés. Su hermano pequeño Dominic tuvo también éxito escribiendo canciones como ‘The Patriot Game’. El hermano mediano, Brian, además de actor y dramaturgo, fue un destacado sindicalista, activista político comunista primero y laborista después (discrepando políticamente con Brendan, sobre todo por la cuestión nacional).
Brendan simultaneó sus primeros pinitos literarios con la militancia republicana: se incorporó a la Fianna Éireann, organización juvenil del IRA, en cuya revista «Fianna: the Voice of Young Ireland» publicó sus primeros poemas. En 1931 fue el escritor más joven en publicar en el Irish Press, con su poema ‘Reply of Young Boy to Pro-English Verses’.
A los 16 años Brendan Behan se unió al IRA y embarcó para Inglaterra en una misión en solitario, no autorizada, que pretendía volar el puerto de Liverpool. Fue arrestado por posesión de explosivos y condenado a tres años en un reformatorio. No regresó a Irlanda hasta 1941. Esa experiencia la narró en su autobiografía ‘Borstal Boy’ (1958).
En 1942, mientras el IRA emprendía la Campaña del Norte, Behan fue juzgado por el intento de asesinato de dos policías en Dublín que habían acudido a la ceremonia conmemorativa del aniversario de Theobald Wolfe Tone, padre del Republicanismo irlandés. Condenado a 14 años de prisión, fue encarcelado en la prisión de Mountjoy y en el Curragh. Esta etapa la narra en su libro póstumo ‘Confessions of an Irish Rebel’ [‘Confesiones de un rebelde irlandés’, Txalaparta, 1999; traducción de Maite Mujika]. Liberado por la amnistía de 1946, Behan dio por acabada su militancia armada a los 23 años y, aunque abandonó el IRA, mantuvo allí grandes amigos, como el futuro jefe de Estado Mayor Cathal Goulding.
Lo cierto es que las experiencias de la prisión fueron la principal fuente de inspiración de su obra literaria. En Mountjoy escribió su primera obra de teatro, ‘The Landlady’, y sus primeros relatos cortos, algunos de los cuales fueron publicados en la revista literaria irlandesa The Bell. Behan también aprendió la lengua irlandesa en la prisión y, tras su liberación, pasó algún tiempo en las Gaeltachtaí de Galway y Kerry, donde comenzó a escribir poesía en irlandés. Vivió en París en los años ’50, donde quería perderse para liberar al artista que llevaba dentro. En esa época ya bebía en exceso y, al parecer, para ganarse la vida llegó a escribir pornografía.
De regreso a Irlanda, ya era un escritor, que madrugaba para trabajar desde las siete hasta las doce, hora a la que abrían los pubs. Colaboraba con varios periódicos, como el Irish Times, y emisoras de radio, que retransmitían su obra ‘The Leaving Party’. Consiguió una reputación de bebedor empedernido, compartiendo juergas con otros literatos de su tiempo, como Flann O’Brien, Patrick Kavanagh, Anthony Cronin y J. P. Donleavy.
La suerte de Behan cambió en 1954 con la aparición de su obra ‘The Quare Fellow’, su principal éxito. Influida por su tiempo en prisión, la obra, originalmente titulada ‘The Twisting of Another Rope’, narra las vicisitudes de la vida carcelaria hasta la ejecución de ‘the quare fellow’ (‘el compañero marica’), al que nunca se ve. El diálogo es vívido y satírico, pero revela al lector toda la podredumbre que rodea a la pena de muerte. Tras su estreno en Dublín, se representó en Londres, donde cosechó un éxito, al que contribuyó la aparición del autor, completamente borracho, en un programa de televisión, lo que cautivó al público inglés. Cuando la obra llegó a Broadway, Behan recibió el reconocimiento internacional.
En 1957 escribió en irlandés ‘An Giall’ (el rehén), donde cuenta la detención por el IRA, en el Dublín de principios de los ’50, de un soldado británico, tomado como rehén pendiente de la ejecución ya programada de un voluntario del IRA preso en Irlanda del Norte. La historia habla del coste humano de la guerra, el sufrimiento universal. Al año siguiente el propio Behan escribiría la traducción al inglés, ‘The Hostage’.
En 1958 publica ‘Borstal Boy’ (chico de reformatorio), una novela autobiográfica de su paso por el reformatorio de Hollesley. De sus páginas emerge una voz original en la literatura irlandesa, un lenguaje a la vez amargo y delicado. Para ser un republicano, no se trata de un vitriólico ataque contra Gran Bretaña. Encontramos un Behan que se aleja de la violencia. El chico rebelde idealista da paso a un joven realista que reconoce la verdad, la inutilidad de la violencia. [Recientemente se ha publicado en español (traducción de Sonia Fernández Ordás): ‘Delincuente juvenil’, Ediciones del Viento, 2008].
Su fama le llevó a pasear su alcoholismo por los platós de las televisiones, convirtiéndose en una caricatura del borracho irlandés. El público quería ver al chico malo, iconoclasta y genial. Pero su salud se resintió. Empezó a sufrir comas diabéticos. Sus últimos libros (‘Brendan Behan’s Island’ y ‘Brendan Behan’s New York’, de 1962 y 1964) ya no tenían el nivel de los anteriores. [Este último publicado en español (traducción de Julio Laví): ’Mi Nueva York’, Marbot, 2008].
Su familia (su mujer Beatrice, con la que se casó en 1955, y su hija Blanaid, nacida en 1963) no pudo impedir que continuara avanzando hacia el abismo etílico. El 20 de marzo de 1964, a los 41 años, Brendan Behan moría en el hospital Meath, en Dublín. Fue enterrado en el Cementerio de Glasnevin, donde recibió honores por parte del IRA.

## Trabajos

### Citas
- «Cuando regresé a Dublín había sido sometido a corte marcial en mi ausencia y sentenciado a muerte en mi ausencia, así que les dije que podían fusilarme en mi ausencia.»

### Obras
- The Quare Fellow (1954)
- An Giall (1958), The Hostage (1958)
  - Behan escribió la obra en irlandés (gaélico moderno), y luego la tradujo él mismo al inglés.
- Richard's Cork Leg
- Moving Out
- A Garden Party
- The Big House

### Libros
- Borstal Boy (1958)
- Brendan Behan's Island (1962)
- Hold Your Hour and Have Another (1963)
- Brendan Behan's New York (1964)
- Confessions of an Irish Rebel (1965)

### Canciones
- The Auld Triangle
- The Captain and the Kings

### Biografías
"Brendan Behan" by Ulick O'Connor